# 切爾內韋 (利維夫州)
49°50′50″N 23°5′33″E / 49.84722°N 23.09250°E
切爾內韋（烏克蘭語：Черневе），是烏克蘭西部的村落，隸屬利沃夫州亞沃里夫區莫斯蒂斯卡市鎮，始建於1300年，面積1.59平方公里，2001年人口1,091，人口密度每平方公里688.33人。

## 地理
維什尼亞河流經該村。